# Siegesburg
Die Siegesburg (auch Siegburg oder häufig Segeberger Schloss) war neben Flensburg und Plön die größte der drei Höhenburgen Schleswig-Holsteins. Der Burgstall befand sich bis zum einstigen Gipfel auf dem ansteigenden Rücken des Kalkbergs in Bad Segeberg und war namensgebend für die heutige Stadt.

## Errichtung der Burg
Eine erste Burg auf dem Kalkberg wurde in der ersten Hälfte des 12. Jahrhunderts (1128) vom dänischen Herzog Knud Lavard erbaut und bereits 1130 vom Schauenburger Grafen Adolf I. wieder zerstört, weil er die Festung als Bedrohung empfand. Der römisch-deutsche Kaiser Lothar von Supplinburg ordnete nach einem Ratschlag des Missionars Vizelin 1134 einen Neubau der Burg auf dem Kalkberg an, die am Rande des Grenzgebietes zu den slawischen Wagriern als Stützpunkt für die Christianisierung Slawiens dienen sollte.

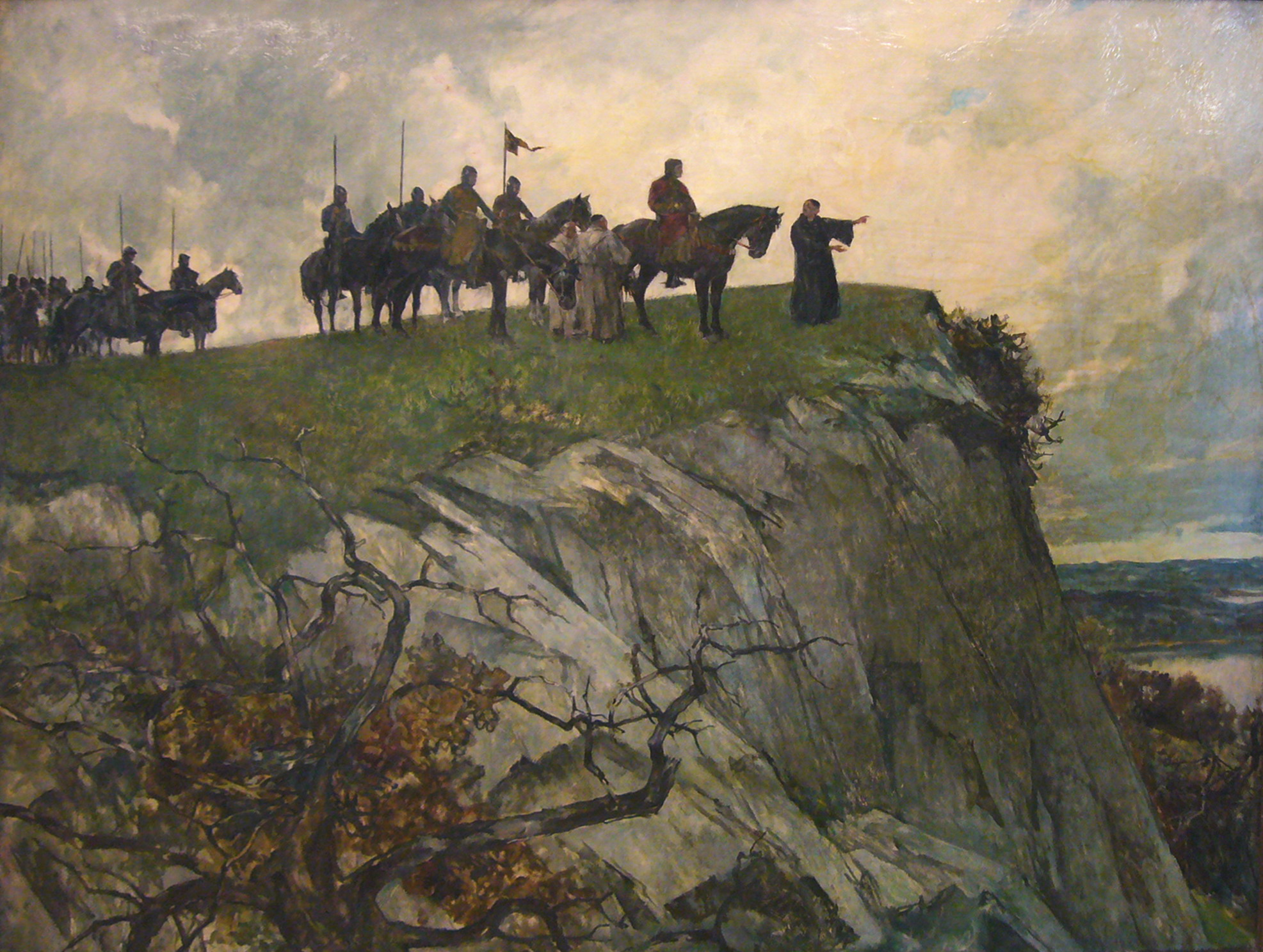
Kaiser Lothar III. und Vizelin auf dem „Alberg“ (1134), Ölgemälde von Karl Storch dem Älteren, 1936

Die frühe Grenzburg bestand wohl nur aus einer hölzernen Palisadenmauer mit Graben auf dem Bergrücken, welche die gleichfalls schlichten Holzbauten auf dem Gipfel abriegelte. Befehligt wurde diese Burg von einem Burgvogt, stellvertretend für den jeweiligen Holsteinischen Grafen. Als heidnische Wagrier nach dem Tode Kaiser Lothars III. die Auseinandersetzungen zwischen Staufern und Welfen ausnutzten und 1138 Siedlung samt Kirche und Konventsgebäude sowie die umliegenden Dörfer niederbrannten, wurde auf dem Kalkberg nur die Vorburg zerstört. Im Winter 1138/39 fiel der neue Graf von Holstein und Stormarn Heinrich von Badewide in Wagrien ein und konnte nach dem Tode des Burgvogts Hermann zugleich das kaiserliche Bollwerk auf dem Kalkberg besetzen, das zu diesem Zeitpunkt ausdrücklich noch nicht zur Grafschaft Holstein gehörte. Erst bei seinem Abzug 1139 ließ Heinrich von Badewide die gesamte bisherige Burganlage in Flammen aufgehen, da er sich nach seiner Absetzung als Holsteinischer Graf in der Siegesburg nicht mehr behaupten konnte. Damit lag alles um den und auf dem Kalkberg wieder in Schutt und Asche. Sein Nachfolger (und Vorgänger) Graf Adolf II., 1143 von seinem Lehnsherrn Heinrich dem Löwen wieder eingesetzt, errichtete die Burg erneut und umgab sie erstmals mit einer steinernen Mauer. Seitdem Heinrich der Löwe die Siegesburg seinem Lehnsmann Graf Adolf II. ausdrücklich als gräfliche Residenz übertragen hatte, baute der Schauenburger von dieser größten und wichtigsten Festung Nordelbiens aus seine Landesherrschaft über Holstein, Stormarn und Wagrien zunehmend aus.

## Die Siegesburg in der Konsolidierungsphase
Nachdem Graf Adolf III. sich im Zuge erneuter Auseinandersetzung Heinrichs des Löwen mit Friedrich Barbarossa auf die kaiserliche Seite gestellt hatte, fiel der Löwe in Holstein ein und belagerte die Siegesburg, die 1180 aufgrund Wassermangels fiel. Unter Heinrich dem Löwen wurde die Segeberger Feste nun vorrangig in Stein weiter ausgebaut. Wie auf der Baustelle der benachbarten Marienkirche mit ihren Stiftsgebäuden war in der feldsteinarmen Landschaft das bevorzugte Baumaterial dafür der Ziegelstein. Wahrscheinlich fiel auch die Entscheidung zum Bau eines militärisch notwendigen, 146 Ellen (84,2 Meter) tiefen Burgbrunnens in diese Zeit; Kosten, Auftraggeber und Bauzeit sind heute nicht mehr bekannt, doch verraten Bauspuren im Inneren des Brunnens noch heute die Arbeit der mittelalterlichen Facharbeiter (Bergleute und Steinbrecher), die den technisch aufwendigen Bau des Brunnenschachtes leisteten. Nach der Fertigstellung des Brunnens musste die Siegesburg seit 1201 zwar noch wegen Fleisch- und Getreidemangels, jedoch nie wieder wegen Wassermangels kapitulieren. Die im Ausbau befindliche Burg stand Heinrich dem Löwen bereits 1182 als sicherer Gewahrsam für seinen Gefangenen Landgraf Ludwig III. von Thüringen zur Verfügung. Als Heinrich der Löwe 1189/90 von Neuem versuchte, seine ehemaligen Territorien nördlich der Elbe zurückzuerobern, konnte er die Siegesburg nur belagern, vermochte sie aber nicht zu erobern. Nach der erneuten Regentschaft Graf Adolfs III. fiel durch dessen Niederlage gegen den dänischen Statthalter von Schleswig Herzog Waldemar 1201 Holstein an das dänische Königshaus. Nach einem Jahr Belagerung musste auch die Siegesburg 1202 kapitulieren, Holstein geriet auf Jahrzehnte unter dänische Herrschaft und auch die Siegesburg erhielt nun einen dänischen Burgvogt. Erst während der kämpferischen Auseinandersetzungen um die Vorherrschaft in Nordelbien seit 1223 konnte sich ab Ende 1224 der junge Adolf IV. von Schauenburg in Holstein wieder festsetzen. Bis zur Schlacht bei Bornhöved (1227) war dabei auch die zuletzt dänisch belagerte Siegesburg immer wieder in Kämpfe verwickelt.

## Die Siegesburg unter den Schauenburgern
Als Folge der Niederlage des Dänenkönigs Waldemar II. residierte Adolf IV. fortan auf der zentral gelegenen Segeberger Burg und vermochte seine Grafschaft Holstein von hier aus weiter zu festigen.

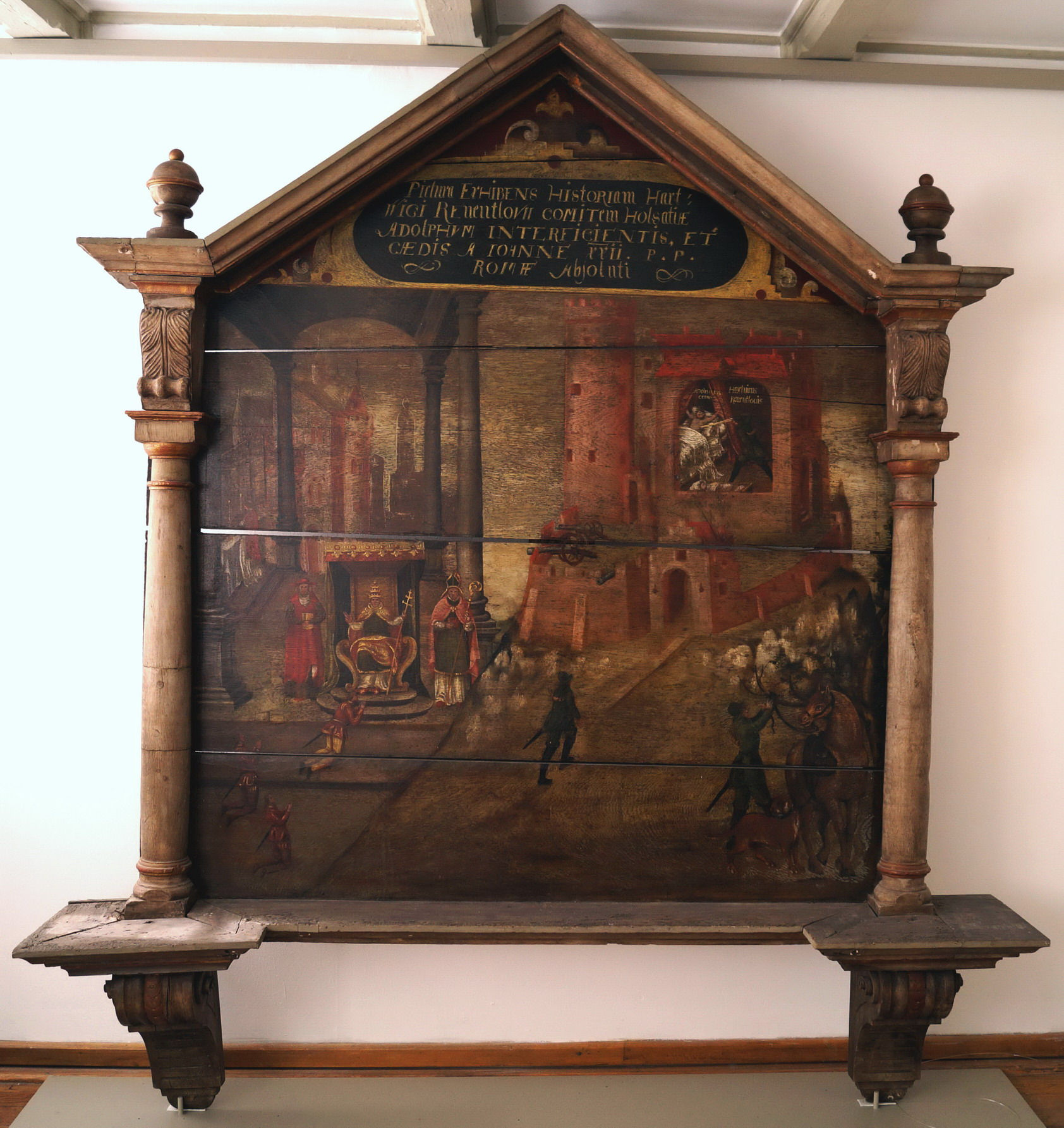
Sühnetafel für den Mord an Graf Adolf 1315 in der Marienkirche mit einer anachronistischen Abbildung der Siegesburg auf dem Kalkberg von SO (rechte Bildhälfte) von 1595

Auch künftig diente die Segeberger Feste als Gefängnis: Die Töchter des dänischen Königs Erich IV. Plogpenning Ingeborg und Sophie wurden von dessen Bruder Abel (Herzog von Schleswig und Vormund von Adolfs Söhnen Johann und Gerhard für die Grafschaft Holstein) zusammen mit dem Ripener Bischof und weiteren dänischen Adligen im Jahre 1247 für ein Jahr als Geiseln hierhin entführt, um einen dänischen Einfall in Holstein abzuwehren. Und im Jahre 1253 geriet bei den Auseinandersetzungen um die Vorherrschaft in Schleswig der Schleswiger Bischof mit weiteren Persönlichkeiten auf der Siegesburg in Haft.
Die zentrale Bedeutung der Siegesburg als politisches Herrschaftszentrum und als Residenz wird deutlich bei der Landesteilung Holsteins: 1273 traf sich Graf Gerhard I. mit seinen Neffen Adolf V. und Johann II. auf der Segeberger Burg, um hier die Aufteilung Holsteins untereinander zu vereinbaren; an Adolf V. ging der Segeberger Anteil mit der Siegesburg als Stammsitz. Er starb jedoch 1308 kinderlos. Sein Neffe und potentieller Nachfolger, Johanns Sohn Adolf, fiel 1315 einem Mordanschlag des Dithmarscher Adligen Hartwig Reventlow auf seiner Segeberger Residenzburg zum Opfer. Im Jahre darauf teilten sich die Vettern Johann III. und Gerhard III. aus der Rendsburger Linie die Grafschaft Segeberg untereinander auf. Während Gerhard den Segeberger Anteil übernahm und zu einer Vogtei umwandelte, befestigte er die Siegesburg noch einmal erheblich. Doch diente ihm diese Festung fortan nur noch als bedeutungslose Nebenresidenz und als Gefängnis für Widersacher wie den dänischen Prinzen Otto, der nach einem gescheiterten Aufstand 1334 für sechs Jahre auf der Siegesburg gefangen gehalten wurde.
Zwischen 1342 und 1366 verpfändete Heinrich II. die Kalkbergfestung samt Stadt und Vogtei an die Hansestadt Lübeck, die sie zur Sicherung ihrer Handelswege nutzte und dafür bis zur Auslösung mit 200 hanseatischen Söldnern besetzte. Mit Adolf VIII., der sich bis zu seinem Tode 1459 häufig auf der Siegesburg aufhielt, erlosch das Familiengeschlecht der Schauenburger als Grafen von Holstein und Besitzer der Siegesburg.

## Erweiterung zum Schloss unter dänischer Herrschaft
Nachdem das Schauenburger Geschlecht im 15. Jahrhundert ausgestorben war, fiel die Burg mit der Grafschaft Holstein 1459 an den dänischen König Christian I., der sich im Jahr darauf zum Empfang der Belehnung mit der Grafschaft Holstein auf dem Segeberger Schloss einfand. Auch in den Folgejahren hielt sich Christian I. wiederholt auf der Siegesburg auf, um z. B. Urkunden wie den Segeberger Regress (1469) und das Segeberger Konkordat (1470) auszustellen oder Landtage (1480) abzuhalten. 

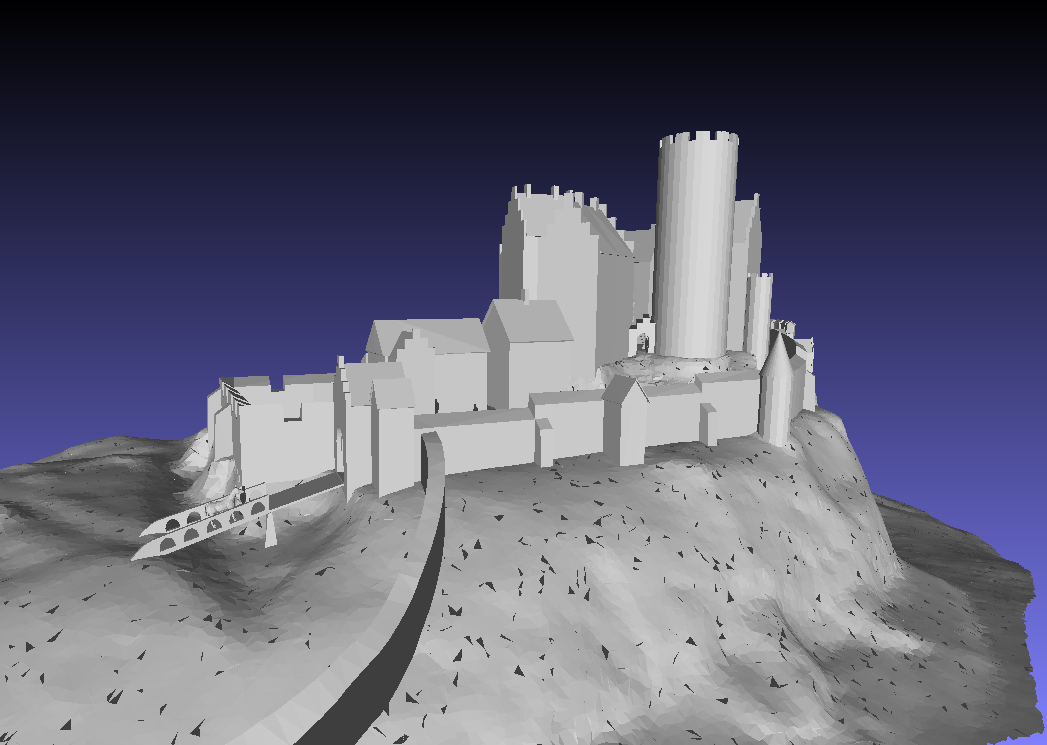
3D-Modell Siegesburg auf dem historischen Kalkberg (um 1600) von Osten, Rekonstruktion von Nils Hinrichsen in Kooperation mit Uwe Oswald

 Während immer mehr Adlige in die Stadt Segeberg zogen, wurde die Burg zum repräsentativen Schloss erweitert und diente auch den nachfolgenden Dänenkönigen mit ihren vielköpfigen Gefolgen als zeitweilige Residenz. Im Jahre 1490 verhandelten der dänische König Johann I. und der Gottorfer Herzog Friedrich I. auf der Siegesburg gegen die Bestimmungen des Vertrages von Ripen die Aufteilung der Herzogtümer; als Hauptschloss im Königlichen bzw. Segeberger Anteil war wiederum die Segeberger Burg bestimmt. Der Zutritt zu den wichtigen Landesdokumenten im so genannten Blauen Turm hingegen war für beide Landesherren nur im gegenseitigen Einvernehmen vorgesehen, was König Christian II. jedoch nicht von einem gewaltsamen Zugriff abhielt. Während der Grafenfehde entführten die Holsteiner Handelswagen der Hanse auf die Siegesburg; bei anschließenden vorsorglich durchgeführten Schießübungen riss eine explodierende Kanone fünf Ritter in den Tod und zerstörte auch etliche Burggebäude. Dennoch belagerte der Lübecker Hauptmann Marx Meyer vom 27. Mai bis zum 2. Juni 1534 die Siegesburg anschließend vergeblich, bevor er die Stadt Segeberg in Schutt und Asche legte. Doch auch das Schloss war so stark beschädigt, dass Christian III. noch im Jahre 1550 anlässlich eines Aufenthaltes in Segeberg nicht auf dem Kalkberg, sondern im Chorherrenstift an der Marienkirche residierte. Nicht für sich, sondern für seinen Landesherren Friedrich II. ließ der dänische Statthalter und Amtmann Heinrich Rantzau, der in Segeberg sein Palais am Kleinen Segeberger See als Residenz vorzog, die verfallene Siegesburg wiederherstellen. In Rantzaus Neuen Beschreibung der Kimbrischen Halbinsel von 1597 heißt es unter Segeberg: „Während der zurückliegenden Jahre war die Burg durch den Zahn der Zeit größtenteils baufällig geworden; daher hat der Kimbrische Statthalter und Burghauptmann Heinrich Rantzau sie mit Mitteln des Königs instandsetzen und mit neuen Gebäuden und Mauern versehen lassen.“ 

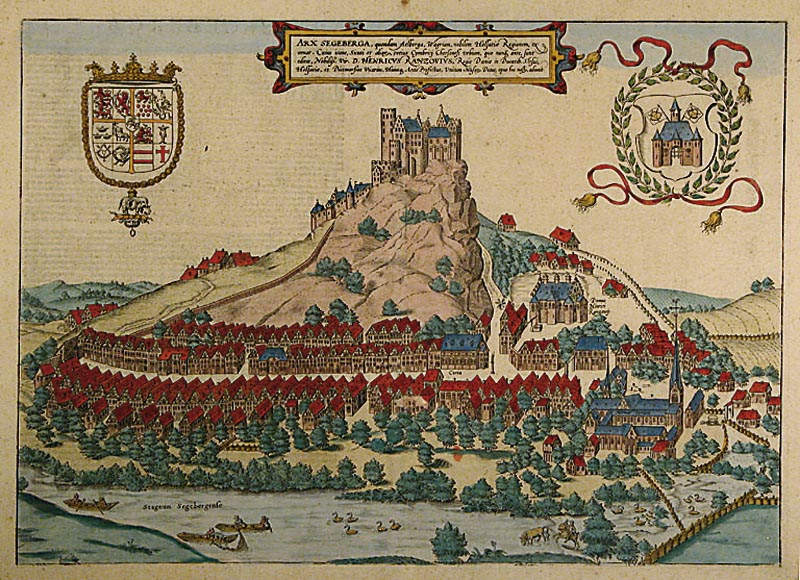
"ARX SEGEBERGA", Kupferstich von Braun-Hogenberg, 1588

 Auf einem Kupferstich von Braun und Hogenberg von 1588 ist der umfangreiche Baukomplex auf dem Kalkberg Ende des 16. Jahrhunderts differenziert festgehalten; zu erkennen sind etliche ringförmig angeordnete Schlossbauten nebst einem Bergfried und einer abgängigen Mauer mit einer kleinen Tür auf dem Gipfel des Kalkberges sowie turmbewehrte Festungsmauern und einige Wirtschaftsgebäude samt rückwärtigem Giebel des Torhauses auf der Vorburg. Auf halbem Wege hinunter zur Stadt standen die Gebäude des Vorwerks, die als landwirtschaftliche Versorgungseinrichtung ebenfalls zur Burg gehörten. Bereits im Jahre 1563 konnte der dänische König Friedrich II. wieder im Schloss auf dem Kalkberg empfangen werden. Auch Christian IV. weilte im September 1595 für zwei Tage bereits als junger König mit einem riesigen Gefolge und 700 Pferden auf der Siegesburg.

## Zerstörung und Abbruch – Das Ende der Siegesburg

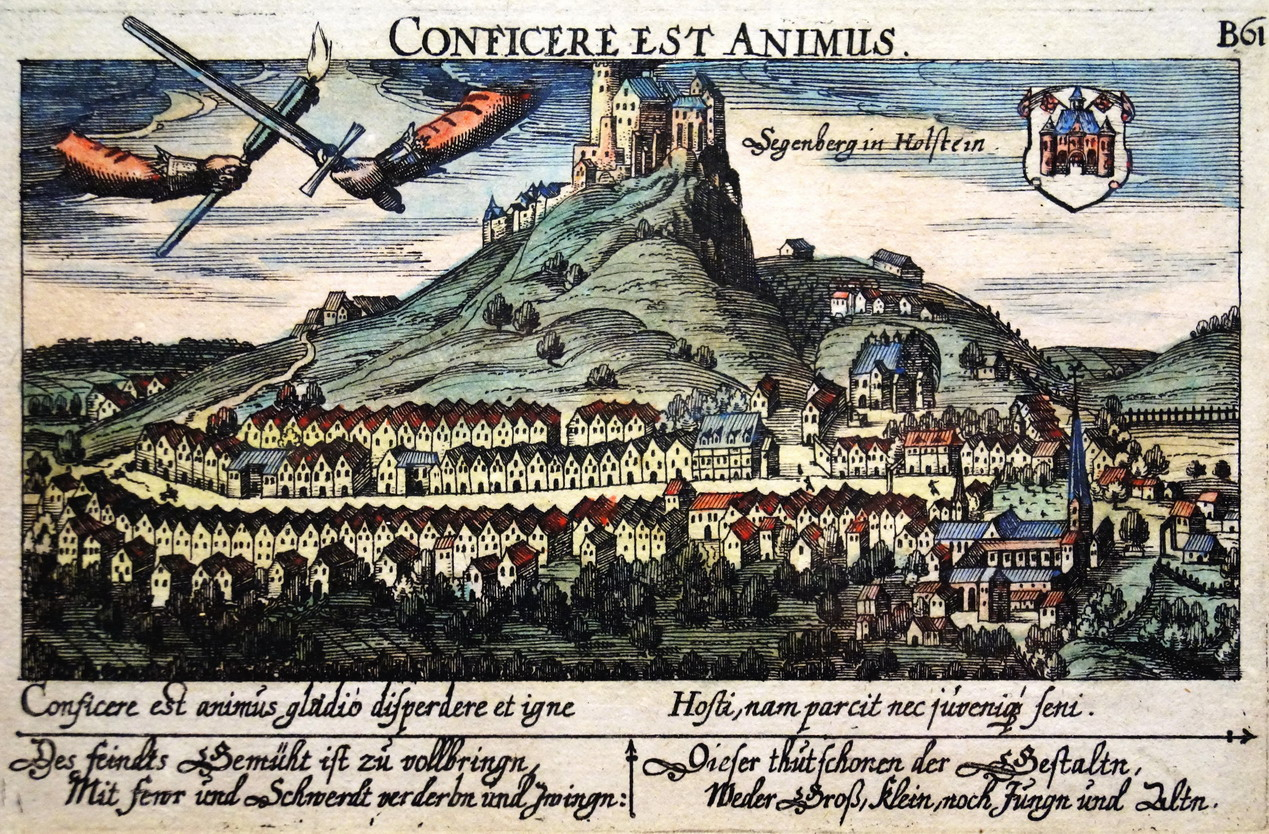
Die Siegesburg und Segeberg im Dreißigjährigen Krieg, Kupferstich, 1626

Bereits im Kalmarkrieg (1611–1613) setzte der Segeberger Amtmann Marquard Pentz mehrere schwedische Gefangene auf der Siegesburg fest. Nach dem Ausbruch des Dreißigjährigen Krieges hatte Christian IV. die protestantischen Herzöge von Lüneburg, Lauenburg und Braunschweig, die Gesandten von England, Holland, Schweden, Brandenburg und Pommern sowie den vertriebenen Winterkönig zwischen Januar und März 1621 auf das Segeberger Schloss geladen, um die Protestantische Union wiederzubeleben. Doch nach der Niederlage des Dänenkönigs in der Schlacht bei Lutter am Barenberg besetzten kaiserliche Truppen Wallensteins von 1627 bis 1629 Segeberg und nahmen das unbefestigte Schloss auf dem Kalkberg kampflos ein.

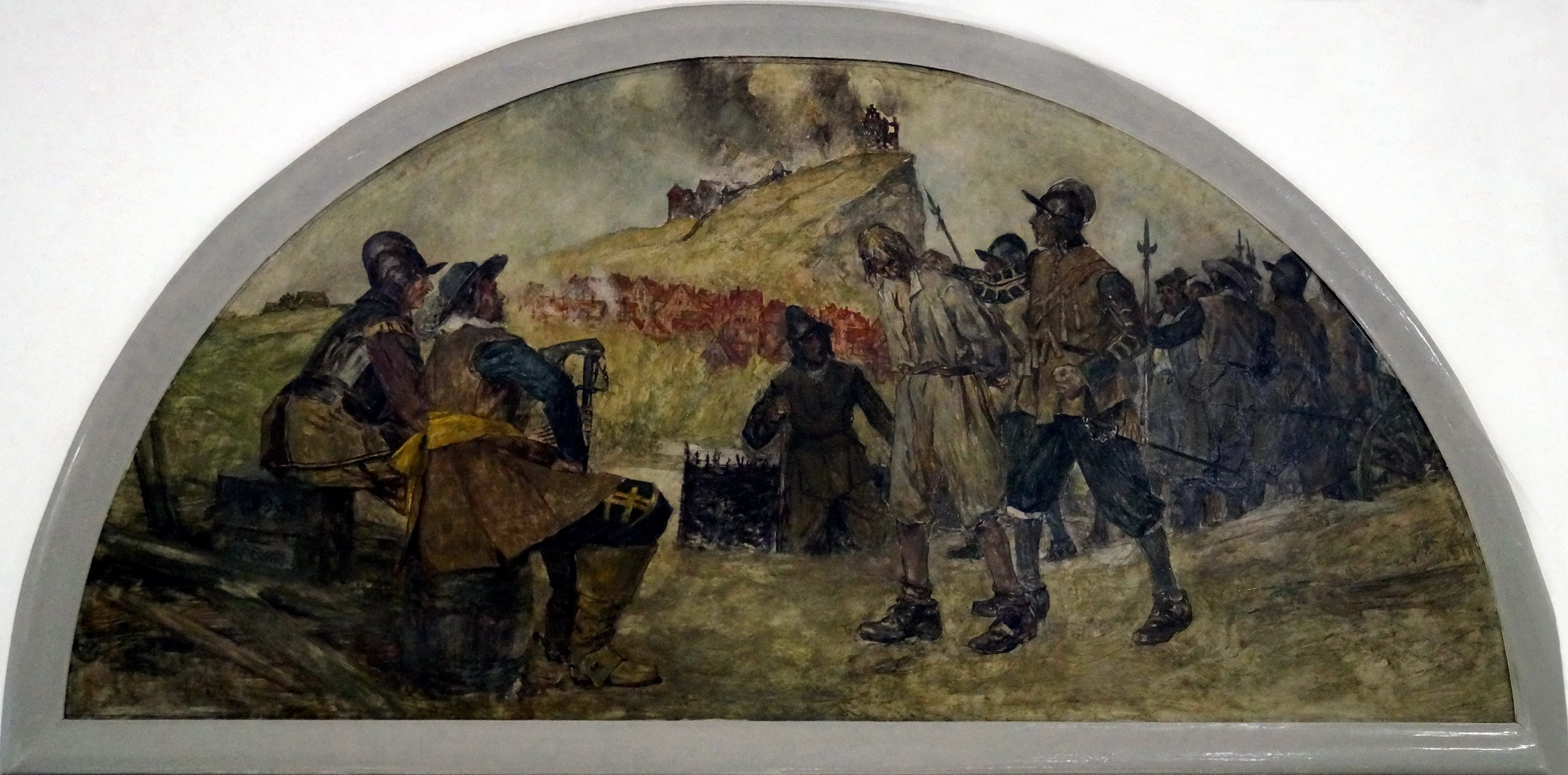
General Torstensson mit „Schnapphahn“ vor der brennenden Siegesburg (1644), Fresko im Bad Segeberger Rathaus von Karl Storch dem Älteren, 1936

Beim Einmarsch der Schweden unter dem schwedischen General Lennart Torstensson in Holstein marschierten die Truppen 1643 zunächst weiter nach Jütland; erst auf ihrem Rückweg 1644 erkannten die Schweden in dem Amtmann auf der Burg Caspar von Buchwaldt und dem Schlossvogt Heinrich von Hatten die Kommandanten der sogenannten Schnapphähne, die sie beständig aus dem Hinterhalt angriffen. Als Vergeltung ließ Torstensson die offene Siegesburg niederbrennen. Bis zum Ende des Dreißigjährigen Krieges verblieb nur die Ruine des einstigen Schlosses auf dem Kalkberg.

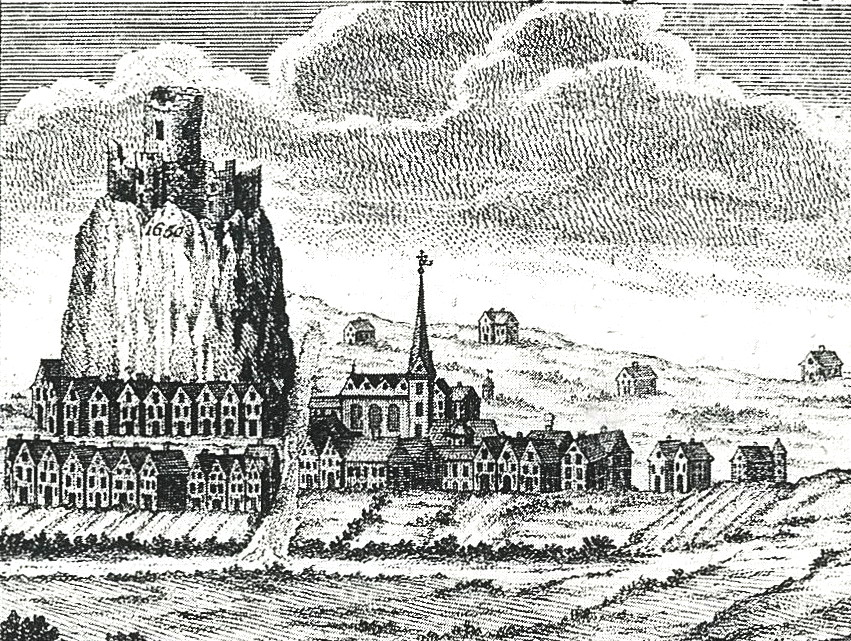
Die Siegesburg-Ruine auf dem Kalkberg (1650), Kupferstich (Ausschnitt) von J. F. Camerarius, 1760

Im nachfolgenden Jahre (1649) verpachtete Friedrich III. das Recht zur Gewinnung von Gipsgestein am Kalkberg an den Lübecker Faktor Heinrich Werger und 1654 verhandelte er mit ihm das Recht, Gestein auch bei der Ruine des Schlosses zu brechen und gar selbst die Ruine abzubrechen, um die Bausteine zu verkaufen. Noch im Jahre 1660 ließ Amtmann Buchwaldt weiterhin Mauern der Burg abbrechen. Dennoch bestanden noch 1684 sichtbare Mauerreste des Schlosses. Nach weiteren Jahrhunderten intensiven Abbaus am Kalkberg zeugt heute nur noch die untere Hälfte des einzigen in Fels geschlagenen Burgbrunnens Norddeutschlands, der sich heute in einer steilen Abbauwand befindet, mit seinen erhalten gebliebenen rund 42 Metern Tiefe von der einstmals mächtigen Siegesburg.

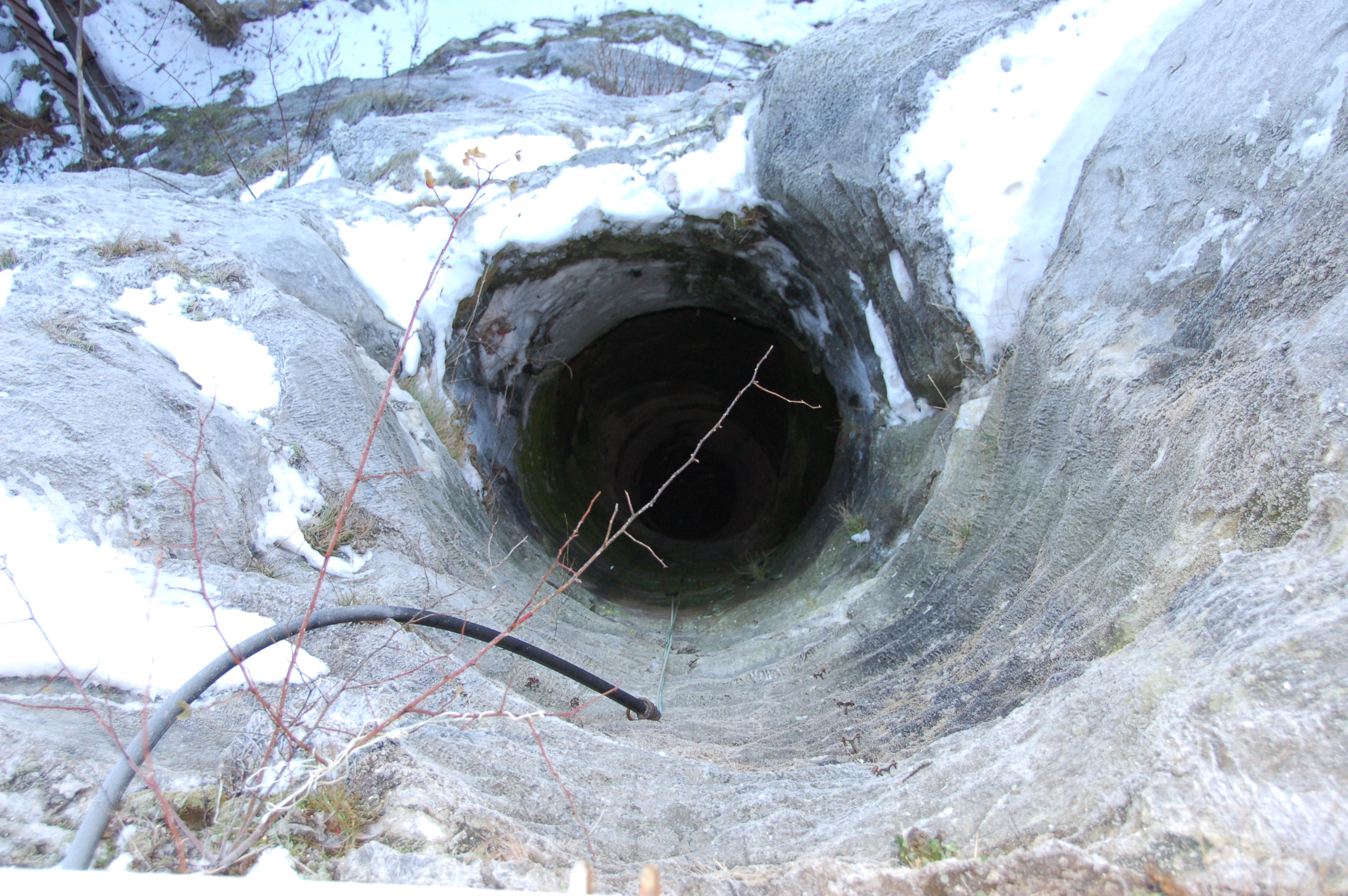
Der Brunnenschacht heute

## Rezeption der Siegesburg
In den Jahrhunderten nach dem Abbruch der Siegesburg entstanden etliche Bilder – Kupferstiche, Gemälde, Wandteller, Postkarten, Münzen und anderes – mit dem Motiv der Burg, die jedoch mehr oder weniger gelungene Fantasiedarstellungen zeigen. Ebenso nahmen Logen, Freizeit- und Sponsorenclubs sowie Mottowagen des Segeberger Kindervogelschießenvereins die Siegesburg in ihren Namen auf. Das Museum Alt-Segeberger Bürgerhaus widmete 2014 eine Ausstellung der Segeberger Burg mit einer Vielzahl retrospektiver Darstellungen und erläuterte die Arbeitsschritte zu ihrer Rekonstruktion des Bad Segeberger Historikers Nils Hinrichsen. Auf der 24. Tagung der Wartburg-Gesellschaft "Die Burg im Bild - Das Bild der Burg" am 26.–29.5.2016 in Coburg und auf der Tagung "Burgen des Nordens 3" der Universität Aarhus am 9.–11.10.2017 in Flensburg stellte Nils Hinrichsen seine Rekonstruktion der Siegesburg vor. Auf der 30. Jahrestagung der Wartburg-Gesellschaft "Burgen in Thüringen / Bodo Ebhardt" vom 18.-21.4.2024 in Eisenach präsentierte Hinrichsen das fertiggestellte VR-Modell der Siegesburg den Mitgliedern der Gesellschaft.
Seit 2024 bietet das Geschichtsprojekt "Segeberger Schnapphähne" eine Präsentation des VR-Modells an.
Auch der Förderverein Kreis- und Stadtmuseum als Inhaber der Rechte an diesem VR-Modell „Segeberg 1644 - Schicksalsjahr einer Stadt“ bietet in Zusammenarbeit mit dem Segeberger Bürgerhaus regelmäßig kostenfreie Führungen in Bad Segeberg an.
Darüber hinaus erinnert dieses Geschichts-Projekt auf vielfältige Weise an die Umstände der Burgzerstörung im Jahre 1644.

## Sagen über die Siegesburg
Um die Siegesburg ranken sich seit ihrem Ende etliche Sagen, wie die des Bauern Gottschalk, der als Söldner Heinrichs des Löwen eine Erscheinung vor der Burg hatte, die der Gefangenen, Prinzen oder Sklaven, die den Burgbrunnen erbauten und dafür ihre Freiheit zurückbekamen, oder die der Ente, mit der eine unterirdische Verbindung des Burgbrunnens mit dem Großen Segeberger See nachgewiesen wurde. Andere Sagen berichten davon, wie Belagerer mit Kalk- statt Brotmehl über eine herrschende Lebensmittelknappheit auf der Burg hinweggetäuscht wurden, oder von der Schwarzen Magret, deren Ross einen Hufabdruck im Stein hinterlassen hat, sowie von dem Adligen Hartwig Reventlov, dem Mörder Graf Adolfs auf der Siegesburg.

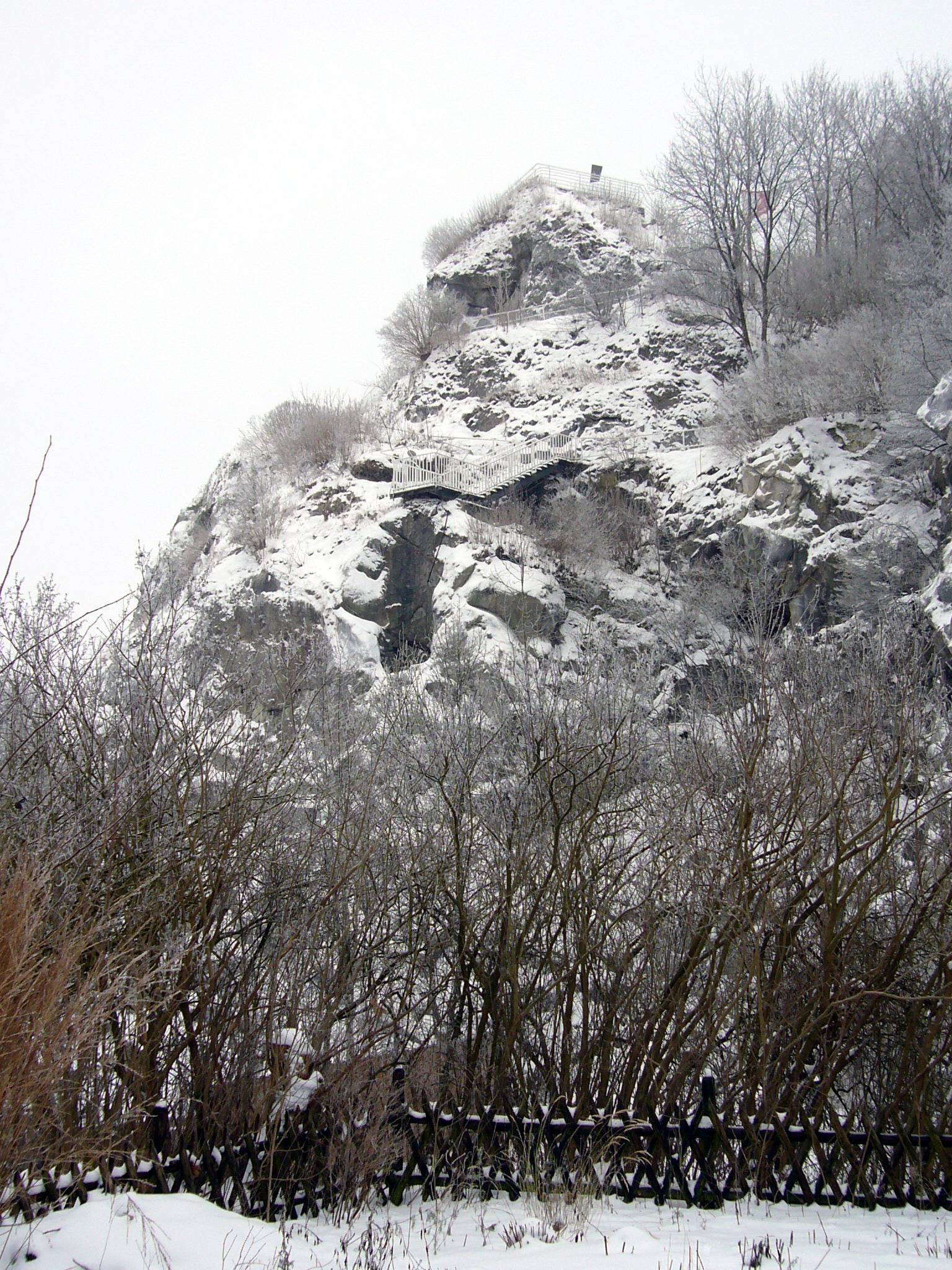
Gipfel und Brunnen